# Championnats du monde de tir 1986
Navigation
Édition précédente Édition suivante
Les championnats du monde de tir 1986, quarante-quatrième édition des championnats du monde de tir, ont eu lieu à Suhl, en Allemagne, et Skövde, en Suède, en 1986.